# 卢克·巴莫特
盧克·理察·巴莫特（英語：Luc Richard Mbah a Moute，1986年9月9日—），出生於喀麥隆首都雅溫德（Yaounde,Cameroon），為現役喀麥隆職業籃球運動員，場上主要位置為小前鋒或大前鋒。目前為自由球員。
穆特在2008年NBA選秀大會中於第二輪第三十七順位被密爾瓦基公鹿選中，職業生涯先後效力於公鹿、沙加緬度國王、明尼蘇達灰狼、費城七六人、洛杉磯快艇和休士頓火箭等球隊。

## 早年經歷
盧克·巴哈·穆特出生於喀麥隆首都雅溫德。早年最愛的運動是足球，直到12歲那年在電視上看了籃球比賽，同時也受到哥哥打籃球的影響，穆特很快熱愛上了籃球運動。為了挑戰最高籃球殿堂，穆特獨自赴美求學，進入了佛羅里達州的蒙特沃德學院（Monteverde Academy）就讀。2005年畢業後進入籃球名校加州大學洛杉磯分校（University of California, Los Angeles）。
穆特在大一賽季時就已成為加州大學洛杉磯分校棕熊隊的籃板王，在本賽季的27場比賽中，穆特一直都是棕熊隊單場籃板最高的球員。在當年的NCAA一級男子籃球錦標賽十六強賽中，穆特上籃絕殺貢扎加大學。在四強賽中，穆特在對上路易斯安那州立大學的比賽中攻下17分、9籃板、2抄截以及1助攻。2005–06賽季中，穆特場均能得到9.1分和8.1籃板，並被評選為Pac−10年度最佳新人。
穆特的出色表現迅速讓他成為加州大學洛杉磯分校的風雲人物。他與之後入隊的喀麥隆裔球員艾弗雷德·阿博亞組成「喀麥隆風暴」。校園內也開始流行起一种上面印有「Moute Kicks Boute」字樣的红色T恤。在電視節目新鮮王子播出之後，穆特也成為大家口中的「新鮮王子」。
直到2008年NCAA一級男子籃球錦標賽之前，穆特的母親Goufane a Ziem Agnes Bertine和父親Camille Moute a Bidias都還沒有親自到場觀看過自己的比賽。在2007–08赛季，棕熊隊取得了35勝4敗的戰績，連續第三個賽季取得太平洋十校聯盟的冠軍，連續三個賽季進入NCAA四強。穆特最後一個賽季入選了Pac−10最佳防守陣容。大學生涯場均8.8分，共計775個籃板球，排名聯盟第十五名。
在加州大學洛杉磯分校的近34年中，穆特是唯一一位在連續三年NCAA四強賽中都擔任球隊首發的球員。而前幾位達成此成就的隊員為比爾·華頓、贾马尔·威尔克斯和格雷格·李，而密歇根州立大學在1999–01賽季的安德烈·赫特森和查理·贝尔是上一個能達到此成就的大學球員。

### 大學統計數據
| 賽季    | 大學 | 上場次數 | 先發次數 | 上場時間 | 投篮命中率 | 三分球命中率 | 罚球命中率 | 篮板 | 助攻 | 抄截 | 阻攻 | 得分 |
| ------- | ---- | -------- | -------- | -------- | ---------- | ------------ | ---------- | ---- | ---- | ---- | ---- | ---- |
| 2005–06 | UCLA | 39       | 38       | 29.5     | 53.8       | 13.2         | 72.3       | 8.2  | 1.3  | 1.1  | 0.6  | 9.1  |
| 2006–07 | UCLA | 35       | 35       | 29.9     | 49.2       | 33.3         | 57.0       | 7.4  | 1.9  | 1.7  | 0.8  | 8.2  |
| 2007–08 | UCLA | 33       | 33       | 29.0     | 47.8       | 20.0         | 68.9       | 6.0  | 1.5  | 1.0  | 0.5  | 8.8  |
| 生涯    |      | 107      | 106      | 29.5     | 50.3       | 21.5         | 66.8       | 7.2  | 1.6  | 1.3  | 0.6  | 8.7  |

## 職業生涯

### 密爾瓦基公鹿（2008−2013）
2007–08賽季結束後，穆特放棄了最後一年的大學學業，並宣佈參加2008年NBA選秀，他於第二輪第三十七順位被密爾瓦基公鹿選中。作為一名二輪新秀，穆特迅速在球隊中找到了屬於自己的位置，成為球迷們的寵兒。他強悍的打法和堅韌的防守使他在出席了九場比賽後就取代了隊友查理·维拉纽瓦成為公鹿的先發大前鋒。在他升上先發球員的第二場比賽中，穆特在公鹿以101−96戰勝曼菲斯灰熊的比賽中攻下19分、17籃板的全能數據，他的表現受到總教練史考特·史凱爾斯和總管約翰·哈蒙德的肯定和稱讚。
2010–11賽季結束後，穆特成為一名受限制自由球員。2011年12月10日，他收到了來自丹佛金塊的四年1870萬美元報價單。三天後，公鹿隊跟進這筆報價，重新與穆特簽下合約。

### 沙加緬度國王（2013）
2013年7月12日，穆特被公鹿交易至沙加緬度國王。

### 明尼蘇達灰狼（2013−2014）
2013年11月26日，穆特再次被交易。國王隊將他送至明尼蘇達灰狼以換取潛力新秀德瑞克·威廉斯。

### 費城七六人（2014−2015）
2014年8月23日，明尼蘇達灰狼與克利夫蘭騎士和費城七六人完成一筆三方交易。作為交易包裹的一部分，七六人得到穆特和阿列克謝·舍維德，以及來自騎士隊的2015年首輪選秀權。騎士獲得灰狼隊大前鋒－凱文·洛夫，而灰狼則獲得騎士雙狀元－安德魯·威金斯和安東尼·貝內特以及七六人的前鋒－賽迪斯·楊。
2015年7月14日，穆特再次與沙加緬度國王簽約。但由於穆特沒有通過國王隊醫執行的體檢，因此國王隊宣布之前和穆特簽訂的合約作廢。穆特認為自己受到了國王隊不公平的對待，因此他向球員工會反應，並拿出醫療紀錄證明他的肩傷並無大礙。而球員工會將會向聯盟官方提出申訴。

### 洛杉磯快艇（2015−2017）
2015年9月25日，穆特與洛杉磯快艇簽下一年127萬美元的合約。在2015–16賽季，穆特代表快艇出席了75场例行赛，其中61场比赛擔任先發，场均17分钟能夠得到3.1分和2.3篮板。
2016年7月8日，穆特與快艇達成續約協議，簽下兩年450萬美元的合約，其中2017–18賽季擁有球員選項。2017年4月21日，快艇隊在季后賽第一輪對上猶他爵士的第三場比賽中，穆特攻下職業生涯季后賽新高的15分，幫助快艇以111−106獲勝，取得2勝1敗的領先。然而快艇在七場比賽後遭到爵士隊4−3淘汰。

### 休士頓火箭（2017−2018）
2017年7月19日，穆特與休士頓火箭簽下一份一年的老将底薪合約。2017年11月22日，休士頓火箭在主場豐田中心以125−95戰勝丹佛金塊，穆特創下驚人的正負值紀錄。他在26分鐘內5投5中，包括3顆三分球，得到13分、4籃板以及4次抄截，正負值高達+57，刷新了近20個賽季（包括季後賽）聯盟球員單場正負分最高紀錄。2017年12月14日，穆特因肩傷而休養了兩到三週。4月11日，例行賽倒數第二天，火箭客場對上洛杉磯湖人，比賽進行到第二節中段時，穆特在完成一次灌籃後傷到了右肩，導致右肩膀脫臼而錯過了季后賽第一輪。

### 重返快艇（2018−2019）
2018年7月10日，穆特與前東家洛杉磯快艇簽下全額中產拆成一半的1年432.05萬美元的合約，將重返快艇隊。

## 職業生涯數據

### NBA例行賽數據統計
| 賽季    | 球隊         | 出賽 | 先發 | 平均上場時間(分鐘) | 投籃命中率(%) | 三分球命中率(%) | 罰球命中率(%) | 平均籃板 | 平均助攻 | 平均抄截 | 平均阻攻 | 平均得分 |
| ------- | ------------ | ---- | ---- | ------------------ | ------------- | --------------- | ------------- | -------- | -------- | -------- | -------- | -------- |
| 2008–09 | 密爾瓦基公鹿 | 82   | 51   | 25.8               | 46.2          | 0.0             | 72.9          | 5.9      | 1.1      | 1.1      | 0.5      | 7.2      |
| 2009–10 | 密爾瓦基公鹿 | 73   | 62   | 25.6               | 48.0          | 35.3            | 69.9          | 5.5      | 1.1      | 0.8      | 0.5      | 6.2      |
| 2010–11 | 密爾瓦基公鹿 | 79   | 52   | 26.5               | 46.3          | 0.0             | 70.7          | 5.3      | 0.9      | 0.9      | 0.4      | 6.7      |
| 2011–12 | 密爾瓦基公鹿 | 43   | 22   | 23.5               | 51.0          | 25.0            | 64.1          | 5.3      | 0.7      | 0.9      | 0.5      | 7.7      |
| 2012–13 | 密爾瓦基公鹿 | 58   | 45   | 22.9               | 40.1          | 35.1            | 57.1          | 4.4      | 0.9      | 0.7      | 0.2      | 6.7      |
| 2013–14 | 沙加緬度國王 | 9    | 5    | 21.8               | 46.9          | 33.3            | 69.2          | 3.0      | 1.7      | 1.0      | 0.6      | 4.4      |
| 2013–14 | 明尼蘇達灰狼 | 55   | 2    | 14.7               | 44.7          | 21.4            | 68.5          | 2.2      | 0.4      | 0.4      | 0.2      | 3.3      |
| 2014–15 | 費城七六人   | 67   | 61   | 28.6               | 39.5          | 30.7            | 58.9          | 4.9      | 1.6      | 1.2      | 0.3      | 9.9      |
| 2015–16 | 洛杉磯快艇   | 75   | 61   | 17.0               | 45.4          | 32.5            | 52.6          | 2.3      | 0.4      | 0.6      | 0.3      | 3.1      |
| 2016–17 | 洛杉磯快艇   | 80   | 76   | 22.3               | 50.5          | 39.1            | 67.8          | 2.2      | 0.5      | 1.0      | 0.4      | 6.1      |
| 2017–18 | 休士頓火箭   | 61   | 15   | 25.6               | 48.1          | 36.4            | 68.4          | 3.0      | 0.9      | 1.2      | 0.4      | 7.5      |
| 生涯    |              | 682  | 453  | 23.4               | .455          | .336            | .661          | 4.1      | 0.9      | 0.9      | 0.4      | 6.4      |

### NBA季後賽數據統計
| 季後賽  | 球隊         | 出賽 | 先發 | 平均上場時間(分鐘) | 投籃命中率(%) | 三分球命中率(%) | 罰球命中率(%) | 平均籃板 | 平均助攻 | 平均抄截 | 平均阻攻 | 平均得分 |
| ------- | ------------ | ---- | ---- | ------------------ | ------------- | --------------- | ------------- | -------- | -------- | -------- | -------- | -------- |
| 2009–10 | 密爾瓦基公鹿 | 7    | 7    | 25.4               | 52.0          | 0.0             | 60.0          | 5.6      | 0.7      | 0.3      | 0.0      | 9.1      |
| 2012–13 | 密爾瓦基公鹿 | 4    | 4    | 34.0               | 43.5          | 0.0             | 72.2          | 3.5      | 1.8      | 1.0      | 0.0      | 8.3      |
| 2015–16 | 洛杉磯快艇   | 5    | 5    | 15.6               | 66.7          | …               | 100.0         | 2.0      | 0.2      | 0.6      | 0.0      | 1.8      |
| 2016–17 | 洛杉磯快艇   | 7    | 7    | 32.0               | 39.5          | 31.3            | 70.0          | 5.0      | 1.0      | 1.1      | 0.6      | 7.6      |
| 2017–18 | 休士頓火箭   | 9    | 0    | 16.6               | 25.0          | 20.0            | 57.1          | 2.4      | 0.3      | 0.7      | 0.4      | 2.8      |
| 生涯    |              | 32   | 23   | 23.9               | 41.8          | 21.6            | 66.7          | 3.8      | 0.7      | 0.7      | 0.3      | 5.8      |

## 個人生活
- 穆特的雙胞胎弟弟伊曼紐爾·貝迪亞斯·穆特（Emmanuel Bidias a Moute）現在德克薩斯州立大學（Texas State University）就讀。

- 穆特是喀麥隆當地一位酋長的兒子。[20]他的父親在喀麥隆政府擔任勞工部部長，主管喀麥隆全國的就業基金，和國家就業安置培訓機構。

- 穆特早年在喀麥隆舉辦過籃球訓練營，並於訓練營中發掘了當時已充滿天賦的喬爾·恩比德，穆特力勸恩比德父親將他送往美國發展。[21]而恩比德日後在2014年NBA選秀大會中於首輪第三順位被費城七六人選中，此外兩人亦曾在2014–15賽季短暫做過隊友。

## 外部連結
- 盧克·巴哈·穆特在fiba.basketball（英语）
- 盧克·巴哈·穆特在archive.fiba.com（archived）（英语）
- 盧克·巴哈·穆特在NBA（英语）
- 盧克·巴哈·穆特在Basketball-Reference.com（NBA）（英语）
- 盧克·巴哈·穆特在Sports-Reference.com（NCAA）（英语）
- 盧克·巴哈·穆特在ESPN（NBA）（英语）
- 盧克·巴哈·穆特在Eurobasket.com（球員）（英语）
- 盧克·巴哈·穆特在RealGM（英语）
- 盧克·巴哈·穆特在Proballers（英语）
- UCLA bio （页面存档备份，存于）